# John Nicholls
Sir John Moreton Nicholls KCB CBE DFC AFC (* 5. Juli 1926 in Moreton, Cheshire; † 17. Mai 2007) war ein britischer Luftwaffenoffizier der Royal Air Force, der zuletzt im Range eines Generalleutnants (Air Marshal) zwischen 1979 und 1980 Vize-Chef des Luftwaffenstabes (Vice Chief of the Air Staff) war.

## Leben

### Pilotenausbildung und Koreakrieg

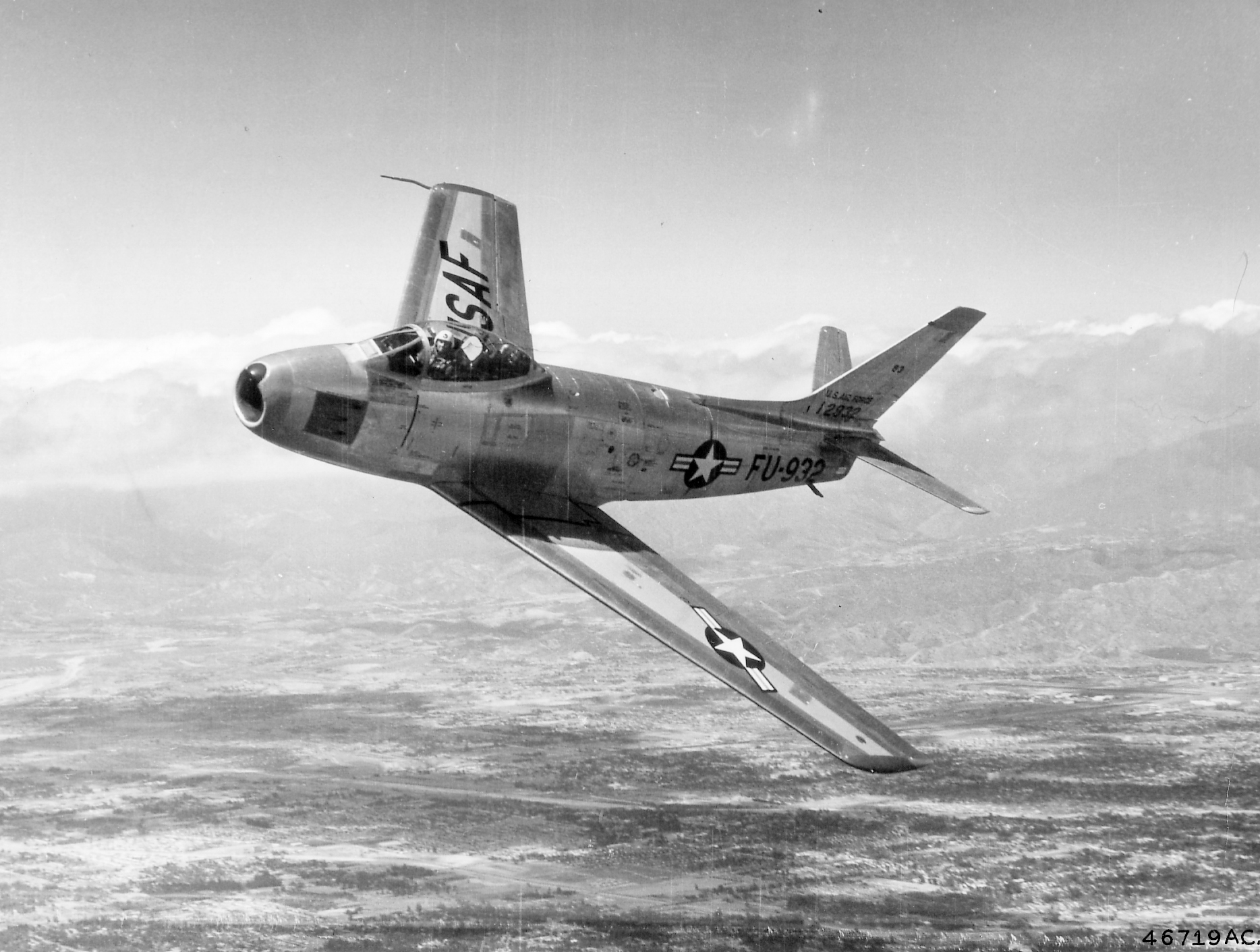
Während des Koreakrieges flog Nicholls Jagdflugzeuge vom Typ North American F-86 und wurde hierfür mit dem britischen und dem US-amerikanischen DFC ausgezeichnet

Nicholls begann nach seiner schulischen Ausbildung an der Liverpool Collegiate School ein Studium am St Edmund Hall der University of Oxford. Bereits während dieser Zeit nahm er an Pilotenlehrgängen des Air Training Corps (ATC) teil und trat im Juni 1945 in die RAF ein. Nach Abschluss seiner fliegerischen Ausbildung wurde er am 14. Juni 1946 als Soldat auf Zeit (Short Service Commission) mit einer Verpflichtungszeit von 4 Jahren und zum Leutnant (Pilot Officer) befördert. Kurz darauf wurde er Pilot der mit Supermarine Spitfire-Jagdflugzeugen ausgestatteten No. 28 Squadron RAF, die im Fernen Osten stationiert war. Staffel-Kommandeur wurde kurz darauf Flight Lieutenant Ivor Broom, ein mehrfach ausgezeichneter Pilot des RAF Bomber Command während des Zweiten Weltkrieges und später ebenfalls Air Marshal. Am 14. Juni 1947 wurde er selbst zum Oberleutnant (Flying Officer) befördert und am 16. August 1948 als Berufssoldat (Permanent Commission) in die RAF übernommen.
Nach seiner Rückkehr nach Großbritannien begann Nicholls im September 1949 einen Pilotenlehrgang für das Gloster Meteor, das strahlgetriebene britische Jagdflugzeug, das Einsatzreife erlangte. Nach seiner darauf folgenden Beförderung zum Hauptmann (Flight Lieutenant) am 14. Dezember 1949 wurde er Flugausbilder bei der No. 257 Squadron RAF sowie anschließend Pilot bei der Zentralen Jagdflugzeugeinrichtung CFE (Central Fighter Establishment). Danach absolvierte er zwischen April und Juni 1952 einen Ergänzungslehrgang auf dem Jagdflugzeug North American F-86 auf der Nellis Air Force Base, einem der größten Luftwaffenstützpunkte der US Air Force. Nach Abschluss der Ausbildung wurde er während des Koreakrieges als Pilot von North American F-86 der 335th Fighter Squadron USAF zugeordnet. In dieser Verwendung flog er im Koreakrieg rund 100 Einsätze vom Flughafen Gimpo bei Seoul aus und beschädigte unter anderem zwei Mikojan-Gurewitsch MiG-15-Jagdflugzeuge während eines Luftgefechts über dem Yalu. Schließlich zerstörte er eine weitere MiG-15 während seines 99. Einsatzes bei einem Luft-Luft-Kampf und wurde dadurch der erste Pilot der RAF, der eine MiG zerstörte. Seinen letzten Einsatz im Koreakrieg flog er am 9. Dezember 1952 und wurde für seine militärischen Verdienste während des Krieges am 2. Juni 1953 mit dem Distinguished Flying Cross (DFC) sowie am 30. Oktober 1953 mit dem US-amerikanischen Distinguished Flying Cross ausgezeichnet.

### Verwendungen als Stabsoffizier

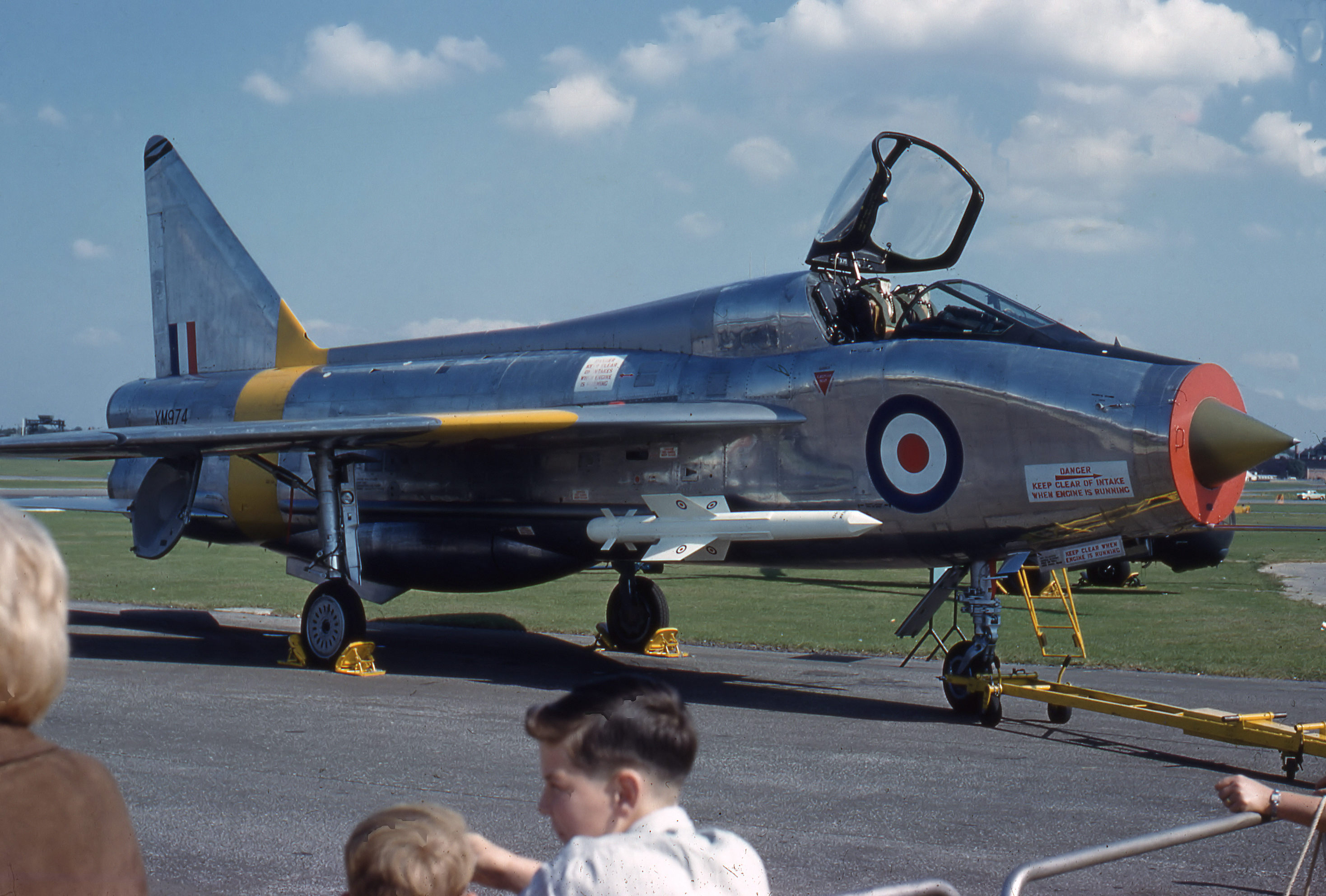
In den 1950er und 1960er Jahren hatte Nicholls maßgeblichen Einfluss auf die Entwicklung und Ausrüstung des Abfangjägers English Electric Lightning

Nach einer Verwendung als Fliegerischer Kommandeur einer Staffel wurde Nicholls 1953 Taktik-Lehrer an der Fighter Leader’s School (FLS) und war dort fünf Jahre lang tätig. Während dieser Zeit wurde er am 1. Juli 1956 zum Major (Squadron Leader) befördert und nahm zwischen Mai 1958 und Juni 1959 an einem weiteren Austauschprogramm mit der US Air Force bei den 435th Fighter Squadron USAF sowie 83rd Fighter Squadron USAF teil. Anschließend wurde er Verbindungsoffizier des Luftangriffskommandos (RAF Fighter Command) beim Flugzeughersteller English Electric und befasste sich dort mit der Entwicklung des neuen zweistrahligen Abfangjägers English Electric Lightning.
Nach seiner Beförderung zum Oberstleutnant (Wing Commander) am 1. Juli 1961 übernahm Nicholls am 2. April 1962 seinen ersten Befehlsposten, und zwar als Kommandeur (Commanding Officer) der Luftkampfentwicklungsstaffel (Air Fighting Development Squadron). In dieser Verwendung war er maßgeblich an der Entwicklung der Bewaffnung der English Electric Lightning (EEL) beteiligt wie zum Beispiel, in dem er ein Supermarine Spitfire-Jagdflugzeug in einem ungewöhnlichen Scheinluftkampf gegen eine EEL flog. Nachdem er 1964 einen Lehrgang an der Vereinigten Stabsakademie JSSC (Joint Services Staff College) besucht hatte, wurde er am 12. Oktober 1964 Stabsoffizier beim Luftwaffensekretär (Air Secretary) im Luftfahrtministerium (Air Ministry) sowie anschließend am 15. April 1965 stellvertretender Leiter der Einsatzbesprechungen des Luftwaffenstabes (Air Staff Briefing). Zwischenzeitlich wurde ihm am 1. Januar 1965 für seine fliegerischen Verdienste das Air Force Cross (AFC) verliehen.
Am 1. Juli 1966 erhielt Nicholls seine Beförderung zum Oberst (Group Captain) und übernahm 9. Juni 1967 als Nachfolger von Group Captain Arthur Strudwick die Funktion als Kommandeur des Luftwaffenstützpunktes RAF Leuchars. Am 13. Juni 1970 wurde er zum Commander des Order of the British Empire (CBE) ernannt. Nach seiner Beförderung zum Air Commodore am 1. Juli 1970 absolvierte er einen Lehrgang am Imperial Defence College (IDC) in London. Er wurde nach deren Abschluss am 18. Januar 1971 als Senior Air Staff Officer (SASO) Chef des Stabes der No. 11 (Fighter) Group RAF sowie danach am 22. November 1971 Persönlicher Stabsoffizier des Chefs des Verteidigungsstabes (Chief of the Defence Staff), Admiral of the Fleet Peter Hill-Norton.

### Aufstieg zum Air Marshal und Ruhestand
Am 1. Juli 1973 erfolgte in dieser Verwendung die Beförderung von Nicholls zum Generalmajor (Air Vice Marshall). Knapp vier Monate später wurde er am 31. Oktober 1973 Chef des Stabes (SASO) des Luftangriffskommandos (RAF Strike Command). Anschließend kehrte er am 20. März 1976 in das Verteidigungsministerium zurück und wurde dort Assistierender Chef des Luftwaffenstabes für operative Anforderungen (Assistant Chief of the Air Staff for Operational Requirements). 
Daraufhin wurde Nicholls am 28. September 1977 Nachfolger von Air Marshal Alasdair Steedman als Vertreter der Luftstreitkräfte für Beschaffung und Organisation (Air Member for Supply and Organisation) im Luftwaffenausschuss (Air Force Board) des Verteidigungsministeriums und verblieb in dieser Verwendung bis zu seiner Ablösung durch Rex Roe am 1. Dezember 1978. Während dieser Zeit wurde er am 1. Januar 1978 selbst zum Generalleutnant (Air Marshal) befördert. Darüber hinaus wurde er am 3. Juni 1978 zum Knight Commander des Order of the Bath (KCB) geschlagen und führte fortan den Namenszusatz „Sir“.
Zuletzt wurde Nicholls am 30. Januar 1979 Vize-Chef des Luftwaffenstabes (Vice Chief of the Air Staff) und damit von Air Marshal Peter Terry. Er übte dieses Amt bis zu seiner Ablösung durch Air Marshal David Craig am 3. Mai 1980 aus. Am 31. Juli 1980 schied er schließlich aus dem aktiven Militärdienst aus.
Nach seinem Eintritt in den Ruhestand wurde Nicholls, der auch Companion des Chartered Management Institute (CCMI) war, 1980 Direktor und Vertreter des Flugzeugherstellers British Aerospace in Saudi-Arabien. Er musste diese Tätigkeit jedoch 1982 aufgeben, nachdem er schwer erkrankte. Zuletzt war er seit 1993 Verwaltungsratsmitglied des zum National Health Service (NHS Trust) gehörenden James Paget Hospital in Gorleston-on-Sea.
Nicholls war zweimal verheiratet. In erster Ehe heiratete er 1946 Enid Rose, die 1975 verstarb. Aus dieser Ehe gingen zwei Töchter hervor. Seine zweite 1977 geschlossene Ehe mit Sheelagh Hall blieb kinderlos.